# 羊尾哨站
羊尾哨站是位于云南省曲靖市富源县中安镇羊尾哨村的一个铁路车站，邮政编码655500。车站建于1970年，有盘西铁路经过该站，现办理客货运业务，车站及其上下行区间均已电气化。车站距离沾益站56公里，隶属昆明铁路局曲靖车务段，是四等站。